# 한나 외베리
한나 린네아 외베리(스웨덴어: Hanna Linnea Öberg, 1995년 11월 2일~)는 스웨덴의 바이애슬론 선수이다. 2016년 세계 주니어 선수권 대회에서 금메달 2개를 획득한 후 같은 해에 월드컵에 처음으로 출전했다. 2018년 동계 올림픽에서 15km 개인전에서 금메달을 획득했으며 이듬해에는 세계 선수권 대회와 유럽 선수권 대회에서도 15km 부문 우승을 차지했다. 2022년에는 자신의 두 번째 올림픽인 2022년 동계 올림픽에서 계주 금메달을 획득했으며 2023년 세계 선수권 대회에서 2관왕에 올랐다.